# فريتز كلاين
فريتز كلاين (24 نوفمبر 1888 - 13 ديسمبر 1945)، (بالإنجليزية: Fritz Klein)‏ طبيب نازي من أصول ألمانية قامت القوات البريطانية بشنقه بعد محاكمته لدوره في الهولوكوست ولشناعة ممارساته في أكثر من معسكر اعتقال إبان الحرب العالمية الثانية.

## بدايته

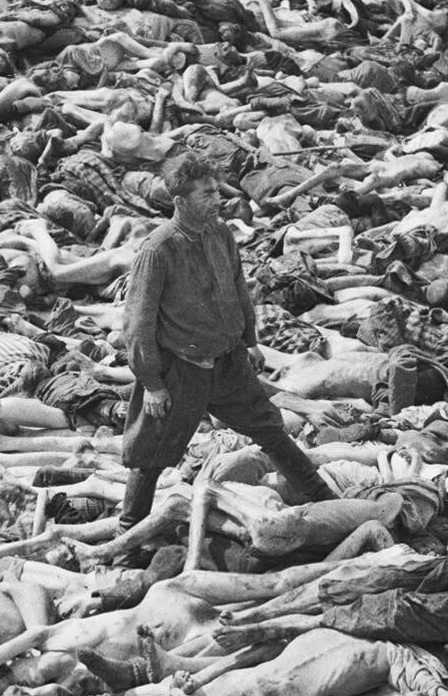
Klein surrounded by bodies. The British Army liberating Bergen-Belsen forced German camp personnel to bury the corpses of prisoners.

ولد «كلاين» في الإمبراطورية النمساوية المجرية فيما يعرف الآن بوسط رومانيا، درس الطب في جامعة بودابست ومارس الطب وفي عام 1939، تم إلحاقه بالخدمة الإلزامية الرومانية كونه مواطن روماني لكن أصوله ألمانية. وفي مايو 1943 وبإلحاح من أدولف هتلر لديكتاتور رومانيا بعتق الجنود الرومانيين من أصول ألمانية ليلتحقوا بالجيش الألماني، فقد تم إلحاق «كلاين» بالجيش الألماني وتحديداً القوة الوقائية "SS".

## العسكرية
وصل إلى معسكر «أوشويتز» - قسم النساء في 15 ديسمبر 1943 وعمل كطبيب للمعسكر ثم انتقل إلى معسكر «بيركيناو» - قسم الغجر كما قام بعملية الاختيار من بين السجناء للذين سيتم إعدامهم أو من سيقومون بالأعمال الشاقة. وفي يناير من عام 1945 انتقل إلى معسكر «بيرغن بيلسن» سيّء الذكر تحت إمرة القائد «جوزيف كريمر» الذين بدورهم قاموا بتسليم المعسكر إلى الحلفاء البريطانيين عند نهاية الحرب.

## نهايته
في مرحلة تسليم المعسكر للبريطانيين، فقد هال البريطانيين كمية القتل والقسوة التي رافقت الإدارة النازية للمعسكر وماطل السجناء المساكين على يد الضباط والجنود النازيين فقد أرغم البريطانيون القادة النازيين تنظيف المعسكر من الجثث المتراكمة وللنازي «فريتز كلاين» صورة شهيرة التقطها له الجنود البريطانيين بوسط أكوام الجثث.
وعندما سُئل عن كيف يمكنه أن يوافق بين قسم «أبوقراط» الطبي والفظاعات التي قام بها فكان رده «قسم أبوقراط يحثني على استئصال الزائدة الدودية الملتهبة من جسم الإنسان فكذلك اليهود يجب استئصالهم من جنس البشرية».
وبعد أسابيع من المداولات القضائية، تم إدانته بالجرائم ضد الإنسانية والحكم بإعدامه وفي تاريخ 13 ديسمبر تم إعدام «فريتز كلاين» شنقا.